# Batam (eiland)
Batam  of Pulau Batam is een eiland in de Riau-archipel. De stad Batam strekt zich over het hele eiland uit. 
Het eiland ligt ongeveer 20 kilometer ten zuiden van Singapore en ten oosten van Sumatra. Door de verstedelijking van het eiland zijn veel oerwouden sinds de jaren zeventig verdwenen.